# Spužve
Spužve (lat. Porifera) su jedno od koljena životinja iz skupine beskralježnjaka, a dio su odjeljka Parazoa. Vrlo su jednostavne građe i stanice im nisu udružene u tkiva. Sve životinje tog koljena žive u vodi. Žive u svim svjetskim morima, a samo nekoliko vrsta žive u slatkoj vodi. 
Postoji više od 7500 vrsta spužvi čija veličina se kreće od nekoliko centimetara pa do visine od preko 3 metra. Oblik većine vrsta ovisi o ishrani i okolišu. Spužve su sjedilačke životinje. Prednost daju tvrdoj podlozi, no može ih se naći i pričvršćene za biljke ili ljušture mekušaca.  

## Građa
Tijelo spužve građeno je od tri osnovne vrste stanica:
- Pinakocita, pločastih stanica epitela. One tvore pokrovni sloj/kožu spužve. U tom pokrovu se nalazi cijeli niz malih pora kroz koje ulazi voda i sistemom kanala stiže do centralno smještenog šupljeg gastralnog prostora.
- Hoanocita, što su ustvari kolonije bičaša koje žive udruženo pričvršćene u unutrašnjim šupljim prostorima spužve. Treperenjem bičevima, bičaši uzrokuju strujanje vode te probavljaju hranu.
- Ameboidne stanice mogu biti različito diferencirane. Postoje 1. amebociti, koji su ustvari probavne stanice, 2. arheociti, iz kojih se mogu razviti sve ostale vrste stanica, 3. skleroblasti, stanice koje tvore skelet i 4. spolne stanice.

Ameboidne stanice su smještene u koloidnom gelu, supstanci koja nema stanice. U gelu skleroblasti grade elemente skeleta, tzv. iglice. Ameboidne stanice, koloidni gel, elementi skeleta i pinakociti se nazivaju dermalni dio (Derma = koža). Hoanociti tvore gastralni dio (Gastro = želudac).

### Elementi skeleta
Skelet se sastoji od iglica ili spicula (latinski spiculum=strijela, igla), koje su "proizvod" sklerocita, a osnova njihove građe može biti kalcit, jedan oblik kalcijevog karbonata (vapnenjače), ili kremena kiselina na osnovi silicija (kremenjače). Kod trećeg tipa građe skeleta značajnu ulogu ima spongin (kremenorožnjače). 

### Oblik građe
Prema obliku građe gastralnog dijela, spužve se dijele na:
1. askonski tip: cjevaste spužve, kod kojih postoji centralni šuplji prostor s nediferenciranom stijenkom i središnjim izlaznim otvorom (Osculum)
2. sikonski tip: središnji šuplji prostor s jednostavnim sistemom kanala i radijalnim šupljinama u kojima se nalaze bičaste stanice
3. leukonski tip: ovo je najdiferenciraniji tip građe s razgranatim sistemom kanala i velikim brojem džepastih šupljina te snažno zadebljanim stijenkama

## Ishrana
Spužve se hrane usisavajući vodu iz koje filtriraju hranjive tvari. Bičaste stanice svojim bičevima izazivaju ulazno strujanje vode kroz sitne pore (ostie) na vanjskoj stijenci spužve, koja dolazi kroz kanale u unutrašnju šupljinu. Voda zatim izlazi kroz jedan veći otvor (oskulum), obično na gornjoj strani spužve. Arheociti, amebociti, hoanociti i pinakociti preuzimaju hranjive tvari iz vode fagocitozom.

## Razmnožavanje i razvoj
Spužve mogu biti različitih spolova ili dvospolne. Spermiji obično nastaju od hoanocita, a jajašca od arheocita. Zrele spermatozoide spužva izbacuje kroz oskulum i voda ih prenosi do sljedeće gdje se oplodnja odvija u tijelu spužve. Ličinka je bičasta i neko vrijeme slobodno pliva, dok se ne pričvrsti za neku podlogu. 
Pored spolnog razmnožavanja, spužve se razmnožavaju i nespolno, pupanjem. Kod ovog oblika razmnožavanja nastaju mladi organizmi koji se većinom ne odvajaju, nego s matičnim dijelom tvore kolonije raznih oblika i veličina, pa promjer može biti i veći od 1,5 metra.
Spužve mogu veoma dugo živjeti. Najstarija još uvijek živa spužva vrste scolymastra joubini ima oko 10.000 godina i smatra se najstarijim živim bićem na Zemlji. 
Ovi organizmi imaju vrlo veliku sposobnost regeneriranja, odnosno obnavljanja izgubljenih dijelova "tijela", odnosno, od gotovo svakog otkinutog dijela razvija se nova spužva.

## Ukratko
- Spužve su jedno od koljena životinja iz skupine beskralješnjaka, a dio su odjeljka Parazoa. Vodeni su organizmi (većina ih živi u moru,samo rijetke u slatkim vodama). Vrlo su jednostavne građe i stanice im nisu udružene u tkiva.

- Svaka stanica spužve reagira samostalno jer ne postoji živčani sustav koji bi ih objedinjavao u jednu cjelinu.

- Postoji oko 7500 vrsta spužvi. Oblik većine vrsta ovisi o ishrani i okolišu. Spužve su sjedilačke životinje.

- Spužve se hrane usisavajući vodu iz koje filtriraju hranjive tvari, pomoću bičastih stanica (obavljaju unutarstaničnu probavu i opskrbljuju druge slojeve tijela hranjivim tvarima).

- Nemaju sustav za izlučivanje otpadnih spojeva, kao niti dišni, optjecajni i živčani sustav. Većinom su dvospolci, ali ima ih i odvojena spola. Također se mogu i nespolno (pupanjem) razmnožavati. Imaju veliku sposobnost regeneriranja, odnosno obnavljanja izgubljenih dijelova „tijela“.

- Spužve mogu jako dugo živjeti, a najstarijim organizmom na Zemlji smatra se upravo spužva stara oko 10 000 god.

- Činjenica da spužva posjeduje bičaste stanice dovodi do pretpostavke da su spužve evoluirale od praživotinja – zadružnih bičaša (Haecklova hipoteza).